# Anton Egon (Fürstenberg-Heiligenberg)

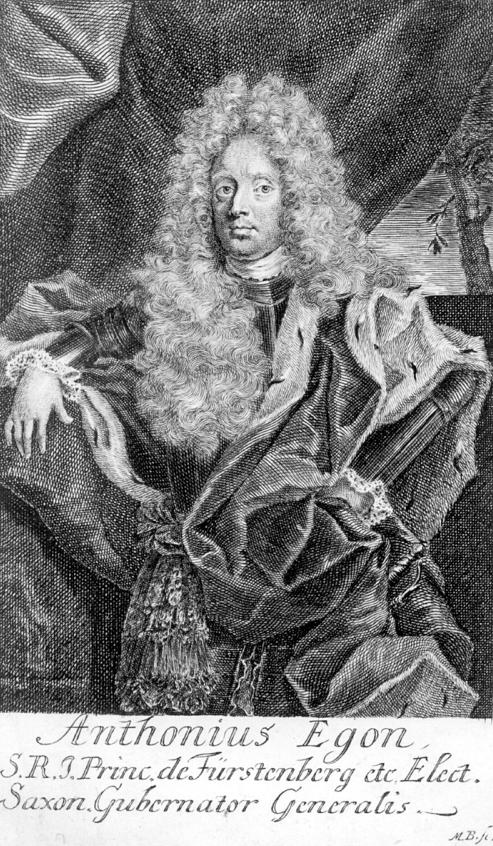
Anton Egon von Fürstenberg

Anton Egon von Fürstenberg-Heiligenberg (* 23. April 1656 in München; † 10. Oktober 1716 im Alten Jagdschloss Wermsdorf in Wermsdorf) war seit 1674 Reichsfürst und gefürsteter Landgraf von Fürstenberg-Heiligenberg. Aus dem alten Reichsadel stammend nahm Anton Egon als Statthalter in Sachsen im Kontext der 1697 begründeten sächsisch-polnischen Personalunion zeitweilig wesentliche Funktionen am Dresdner Hof ein.

## Familie
Er war der älteste Sohn des kurbayerischen Obersthofmeisters und Fürsten Hermann Egon von Fürstenberg-Heiligenberg und der Maria Franziska von Fürstenberg-Stühlingen. Seine Geschwister waren:
- Felix Egon, Domherr in Köln und Straßburg, Administrator der Fürstabtei Murbach
- Ferdinand Maximilian Egon, Domherr in Köln und Straßburg, französischer General
- Emanuel Franz Egon, Domherr in Köln und Straßburg, bayerischer Oberst
- Anna Adelheid ⚭ Fürst Eugen Alexander von Thurn und Taxis

## Leben
Von Rom aus, wohin ihn seine Kavalierstour Ende 1674 geführt hatte, bemühte sich Anton Egon frühzeitig um Distanz zu seinen beiden Erziehern und Onkeln Franz Egon und Wilhelm Egon, den Bischöfen von Straßburg und Metz, welche beide zu den erklärten Parteigängern Ludwigs XIV. von Frankreich gehörten, sowie um Protektion des kaisertreuen Vetters Froben Maria von Fürstenberg-Meßkirch. 1676 wurde er für volljährig erklärt und konnte so auch formal die Nachfolge seines 1674 verstorbenen Vaters als Reichsfürst antreten.
Durch Vermittlung seiner Onkel vermählte er sich jedoch 1677 in Paris mit einer reich begüterten französischen Adeligen aus dem Hause Ligne, was ihm die Ungnade Kaiser Leopolds I. einbrachte. Dieser erklärte ihn seines Sitzes im Reichstag und seiner landesherrlichen Rechte für verlustig und zog seine Güter in Schwaben ein. Anton Egon zog daher nach Wien, um die Gunst des Kaisers wiederzuerlangen und konnte im Friede von Nimwegen durch die Unterstützung mehrerer Kurfürsten 1679 seine vollständige Restitution erreichen. Anschließend hielt er sich abwechselnd beim Kurfürsten von Bayern, dem bereits sein Vater gedient hatte, in München, auf seiner Herrschaft Weitra sowie in Paris auf. 1691 fiel er überraschend auf Grund einer Hofintrige, die primär gegen seinen Onkel Wilhelm Egon gerichtet war, erneut beim Kaiser in Ungnade und zog sich auf seine Güter zurück. Nach seiner erneuten Wiederaussöhnung mit dem Kaiser erhielt er eine Anstellung bei den ungarischen Goldbergwerken, wo er die Bekanntschaft mit dem Bischof von Raab Christian August von Sachsen-Zeitz machte. Auf dessen Empfehlung und die des Jesuiten Francisco Menegatti, dem Beichtvater Leopolds I., wurde er an Dresdner Hof Augusts des Starken berufen, da sich die katholische Partei durch seine Anwesenheit ein Wiedererstarken der katholischen Religion in Sachsen erhoffte. Am 2. Dezember 1697 wurde er für die Zeit der Abwesenheit des Königs in Polen zum Statthalter (Generalgouverneur) des Kurfürstentums Sachsen ernannt. Sein fürstliches Einkommen von 24000 Gulden sowie zusätzlichen 4000 Gulden Deputat, verschiedenen Naturalbezügen, eine Leibgarde mit einschließlich 20 Pferden sowie die Überlassung des nach ihm benannten Fürstenbergschen Hauses in Dresden verhalfen ihm zu einem standesbewussten Leben am Hof.
Als Reichsfürst stand Anton Egon über dem einheimischen Adel und hatte im Hofzeremoniell die häufige Abwesenheit des Herrschers zu vertreten. Durch Einschränkung der Landstände und Beseitigung der Korruption am Hof in Dresden sollte er im Auftrag des Königs den Absolutismus in Sachsen voranbringen und dadurch dessen stetig steigende Geldbedürfnisse befriedigen. Nach anfänglichen Erfolgen und der Gründung des Generalrevisionsrats, dem er auch persönlich vorsaß und mit dem er den Einfluss der Stände in Regierungsangelegenheiten zurückdrängen wollte, musste er diesen jedoch auf erheblichen Drucke der Stände hin 1700 wieder auflösen. Nach dieser politischen Niederlage gab Anton Egon seine absolutistischen Reformanstrengungen zu weiten Teilen auf und bemühte sich um Ausgleich mit dem sächsischen Landadel, angeführt von der Familie von Friesen, die ihn auf ihre Seite ziehen konnte. Obwohl um die Interessen des sächsischen Kurstaats bemüht, war Anton Egon auch maßgeblich an mehreren Hofintrigen beteiligt, so z. B. beim Sturz des Kanzlers Wolf Dietrich von Beichlingen 1703, weshalb die historische Bewertung seiner Person bis heute umstritten ist.
1706 wurde er in geheimer Mission nach Wien entsandt, um Kaiser Joseph I. für eine Allianz gegen König Karl XII. von Schweden, welcher mit August dem Starken Krieg führte, zu gewinnen. Auf Grund des Verlusts der polnischen Königskrone für August im selben Jahr im Altranstädter Friede, war August auf Sachsen beschränkt, wodurch Anton Egon die Statthalterschaft nicht mehr ausüben konnte. Nach der Fortsetzung des Krieges und der Wiedererlangung der Krone für August 1709, wurde Anton Egon erneut als Statthalter eingesetzt, aber sein politischer Einfluss blieb beschränkt. 1711 strebte er an, in den geistlichen Stand einzutreten und bemühte sich mit Unterstützung August um den Kardinalshut, der ihm jedoch von der römischen Kurie versagt wurde. Anschließend zog er sich, nur der Leidenschaft für die Jagd frönend, auf sein Schloss nach Wermsdorf zurück, wo er fünf Jahre später auch verstarb. Da sein einziger Sohn Erbprinz Franz Joseph bereits vor ihm gestorben war, erlosch mit ihm die Heiligenberger Linie – das Territorium und die Reichsfürstenwürde gelangte an die Meßkircher Linie unter seinem Vetter Froben Ferdinand. Seine drei Töchter vermählte er in den französischen Hochadel. Auf Grund seiner römisch-katholischen Konfession wurde er im Kloster St. Marienstern begraben, seine Grabplatte und Marmorepitaph sind in der Klosterkirche an der Südwand des Mittelschiffs erhalten. Sein Herz wurde bei den Wappenschildern seiner Ahnen links neben dem Altar der Schlosskapelle von Schloss Heiligenberg beigesetzt.

## Nachkommen
Anton Egon heiratete am 11. Januar 1677 Marie de Ligny (* 1656; † 1711), Tochter von Jean, Marquis de Ligny und Elisabeth Boyer. Aus der Ehe gingen folgende vier Kinder hervor:
- Philippine Louise (* 6. Mai 1680; † 16. Februar 1706) ⚭ 1700 Louis de Gand de Mérode de Montmorency, Prince d’Isenghien, Marschall von Frankreich
- Franz Joseph (* 1682; † 1690), Erbprinz von Fürstenberg-Heiligenberg
- Louise (* nach 1682; † nach 1704) ⚭ Charles de la Noe, Marquis de Sanzelles († 1738)
- Marie Louise Mauritia (* nach 1682; † 16. März 1749) ⚭ 1708 Marie Jean Baptiste Colbert, Marquis de Seignelay († 19. Februar 1712), ältester Sohn des Ministers Colbert (Haus Colbert, Jüngere Linie)